# Vladislav Puchkov
Vladislav Romanovich Puchkov (tiếng Nga: Владислав Романович Пучков; sinh ngày 18 tháng 1 năm 1999) là một cầu thủ bóng đá người Nga thi đấu cho FC Kuban-2 Krasnodar.

## Sự nghiệp câu lạc bộ
Anh có màn ra mắt tại Giải bóng đá chuyên nghiệp quốc gia Nga cho FC Kuban-2 Krasnodar vào ngày 2 tháng 9 năm 2017 trong trận đấu với FC Afips Afipsky.